# Albatros C.I
Albatros C.I – niemiecki samolot rozpoznawczy z okresu I wojny światowej, skonstruowany w firmie Albatros Werke.

## Historia
Samolot Albatros C.I został skonstruowany w 1915 jako rozwinięcie konstrukcji udanego samolotu wielozadaniowego Albatros B.II (Albatros DD). Głównym konstruktorem był Robert Thelen. Albatros B.II, używany masowo do celów rozpoznawczych na początku wojny, był nieuzbrojony. W miarę rozwoju lotnictwa myśliwskiego zaszła jednak potrzeba stosowania uzbrojenia obronnego na samolotach rozpoznawczych, czego efektem było wprowadzenie nowej niemieckiej  klasy samolotów C (uzbrojonych wielozadaniowych dwupłatów). Główną zmianą w konstrukcji Albatrosa C.I w stosunku do modelu B.II była zamiana miejscami kabin załogi - obserwator zajmował tylną kabinę, co umożliwiło uzbrojenie jej w karabin maszynowy na obrotnicy. Zastosowano ponadto mocniejszy silnik.
Samoloty te produkowane były w wersjach C.I - z silnikiem Rapp o mocy 150 KM (112 kW), Benz Bz.III (150 KM / 112 kW) lub Mercedes D.III (160 KM / 118 kW), C.Ia z silnikiem Argus As III o mocy 180 KM (156 kW) i C.Ib z silnikiem Mercedes D.III (160 KM / 118 kW). Wersja bazowa C.I miała chłodnice na burtach, wersje C.Ia i C.Ib miały chłodnice nad silnikiem, przed górnym płatem. 
Produkcję seryjną samolotu Albatros C.I uruchomiono w zakładach macierzystych (łącznie zamówiono 485 samolotów) i filii w Pile (Alb. C.I.(OAW), 56 samolotów) oraz na licencji w zakładach lotniczych LFG (Alb. C.I(Rol), 78 samolotów, początkowo oznaczone jako Roland C.I). Produkcję dla lotnictwa austro-węgierskiego podjęły także Austro-Węgierskie Zakłady Albatros w Stadlau pod Wiedniem, pod oznaczeniem Albatros B.I(Ph). Ponadto, mimo że C.I był już przestarzały jako samolot bojowy, w 1917 roku wyprodukowano ich dalsze serie jako samolotów szkolno-treningowych w zakładach BFW (Alb. C.I(Bay)) i Mercur (Alb. C.I(Mer)). Dalsze zlecenia w 1918 roku otrzymały też inne firmy, jak Linke-Hofmann, lecz brak danych, żeby jakieś zostały ukończone.

## Użycie
Samoloty rozpoznawcze Albatros C.I były używane w latach I wojny światowej przez wojskowe lotnictwo niemieckie na wszystkich frontach, także do bombardowania. Pojawiły się po raz pierwszy na froncie w kwietniu 1915 roku, jako pierwsze niemieckie samoloty klasy C  uzbrojone w karabin maszynowy w tylnej kabinie (wprowadzony równolegle Aviatik C.I miał karabin maszynowy w przedniej kabinie). Na koniec grudnia 1915 było 228 Albatrosów C.I na froncie, co stanowiło aż 42% liczby samolotów klasy C, a na koniec lutego 1916 było ich najwięcej – 349 (37% samolotów klasy C). Na skutek zużycia i strat, w 1916 roku zostały na froncie zachodnim zastąpione przez nowsze samoloty klasy C (Albatros C.III i dalsze), lecz pozostały jeszcze w użyciu na froncie wschodnim i mniej aktywnych odcinkach. Łącznie z późniejszą produkcją jako samoloty szkolno-treningowe, według spisów komisji międzyalianckiej, w 1920 w Niemczech istniało wciąż przynajmniej 595 samolotów Albatros C.I, będących w różnym stanie.
Używane były podczas wojny także w lotnictwie Turcji i Bułgarii, a po niej także w lotnictwie ZSRR, Rumunii, Jugosławii i Finlandii.

### Użycie w lotnictwie polskim
Lotnictwo polskie używało początkowo po odzyskaniu niepodległości 9 przejętych od zaborców samolotów Albatros C.I. Przez montaż ze zdobytych części uzyskano dwa dalsze samoloty. Łącznie z późniejszymi zakupami, liczba Albatrosów C.I używanych w Polsce sięgnęła ok. 27. Część wzięła udział w wojnie polsko-radzieckiej. W lotnictwie wojskowym były używane do początku lat dwudziestych.

## Opis konstrukcji

Silnik Mercedes D.IIIa eksponowany w MLP w Krakowie

Dwumiejscowy dwupłat o konstrukcji mieszanej, przeważnie drewnianej. Kadłub o konstrukcji kratownicowej drewnianej, krytej blachą aluminiową w przedniej części przy silniku i sklejką w pozostałej. Skrzydła dwudźwigarowe drewniane o kształcie prostokątnym, kryte płótnem, górny płat oparty na zastrzałach, dolny mocowany do kadłuba. Płaty usztywnione czterema parami rozpórek stalowych oraz cięgnami stalowymi. Lotki tylko na górnym płacie. Przód kadłuba mieścił silnik rzędowy chłodzony cieczą, częściowo wystający poza obrys górnej części kadłuba, z kolektorem wydechowym z rurą odprowadzającą spaliny nad górny płat. Chłodnice znajdowały się po bokach przedniej części kadłuba, w późniejszych samolotach stosowano chłodnicę na krawędzi natarcia górnego płata. W środkowej części kadłuba znajdowały się dwie odkryte kabiny załogi w układzie tandem – pierwsza pilota osłonięta małym wiatrochronem, druga obserwatora, z obrotnicą dla karabinu maszynowego. Usterzenie klasyczne, skośne, o dużej powierzchni, zbudowane z rur stalowych, kryte płótnem. Podwozie samolotu klasyczne stałe, z płozą ogonową. Śmigło drewniane, dwułopatowe.
Uzbrojenie stanowił ruchomy karabin maszynowy Parabellum LMG14 obserwatora na obrotnicy. Rzadziej stosowano karabiny maszynowe Bergmann LMG15. Niektóre samoloty były wyposażane w jednostkach w karabin maszynowy na górnym płacie, strzelający do przodu, obsługiwany przez stojącego obserwatora (np. Parabellum, Madsen, Lewis). Samoloty miały wewnętrzny wyrzutnik bombowy na 4 bomby o masie 10 kg.